# إبراهيم زنيبر
إبراهيم زنيبر (1920 - 30 سبتمبر 2016) رجل أعمال مغربي من رجال الأعمال الكبار في قطاعات اقتصادية مختلفة. ويمتلك زنيبر مجموعة «ديانا» القابضة الناشطة في قطاع الفلاحة والصناعات الغذائية وإنتاج المشروبات الكحولية والنسيج، والتي يصل رقم معاملاتها إلى 3 ملايير درهم وتشغل نحو 6500 من اليد العاملة.
كان إبراهيم زنيبر يدير قيد حياته واحدة من أهم الوحدات الصناعية العاملة في مجال صناعة النبيذ بجنوب حوض البحر الأبيض المتوسط، حيث كان يسيطر على أزيد من ثلثي سوق هذا المشروب الكحولي بالمغرب.

## حياته
تزوج إبراهيم أرملة شقيقه مارية دوشان. وأنجبا ابناً يدعى ليث زنيبر، الذي أسس سنة 2014 صندوقاً للاستثمار تحت اسم «إيريني».

### نشاطه السياسي
كان نائبا برلمانيا عن فريق الأحرار خلال الولاية التشريعية الثالثة (1977-1983)

## وفاته
تُوفي زنيبر في 29 سبتمبر، 2016 بمكناس عن عمر يناهز 96 عاماً.وأُقيمت جنازته بفاتح أكتوبر 2016 وتم دفن جثمانه بمكناس.

## مقالات متعلقة
- ميلود الشعبي
- اقتصاد المغرب